# Ngẫu phối

Mô hình Hardy-Weinberg về ngẫu phối ở trường hợp 3 alen (sơ đồ trái) và 4 alen (phải).

Trong di truyền học quần thể, ngẫu phối là quá trình giao phối ở quần thể diễn ra hoàn toàn ngẫu nhiên, không hề có lựa chọn, dẫn đến sự gặp gỡ hết sức tình cờ giữa các kiểu gen của các giao tử đực và giao tử cái trong thụ tinh. Nói cách khác - theo cách diễn đạt của lý thuyết xác suất - trong ngẫu phối ở quần thể sinh vật, thì tất cả các loại giao tử cái đều có xác suất bằng nhau để được thụ tinh bởi mọi loại giao tử đực; cũng như tất cả các loại giao tử đực đều có xác suất bằng nhau để thụ tinh cho mỗi loại giao tử cái., , , 
Khái niệm "ngẫu phối" bắt nguồn từ thuật ngữ panmixia (cũng viết: panmixis) xuất hiện vào khoảng những năm 1885 - 1890, gốc từ Hy Lạp:  pan-  (hỗn loạn) + míx (trộn lẫn/không chọn) + -ia. Thuật ngữ này cũng đã dịch ra tiếng Anh là random mating mà nhiều tài liệu sinh học Việt Nam đã dịch là giao phối ngẫu nhiên., , , 
Trong trường hợp giao phối ngẫu nhiên, sự gặp gỡ giữa giao tử đực với giao tử cái có thể mô tả bằng toán học thống kê, mà trường hợp một lô-cut đã được Godfrey Harold Hardy và Wilhelm Weinberg mô tả bằng phương trình Hardy-Weinberg được nhắc đến nhiều trong sinh học. Theo phương trình này: trong những điều kiện nhất định, thì tần số tương đối của các alen thuộc cùng một lô-cut gen là ổn định qua nhiều thế hệ (xem hình đầu trang).
Tuy nhiên, ngẫu phối cũng dẫn đến một kết quả tất yếu là sự sai lệch của tỷ lệ dị hợp tử so với phương trình Hardy-Weinberg, nghĩa là có một phương sai với phương trình này. Phương sai này gọi là hiệu ứng Wahlund (Wahlund effect).

## Nội hàm và minh hoạ

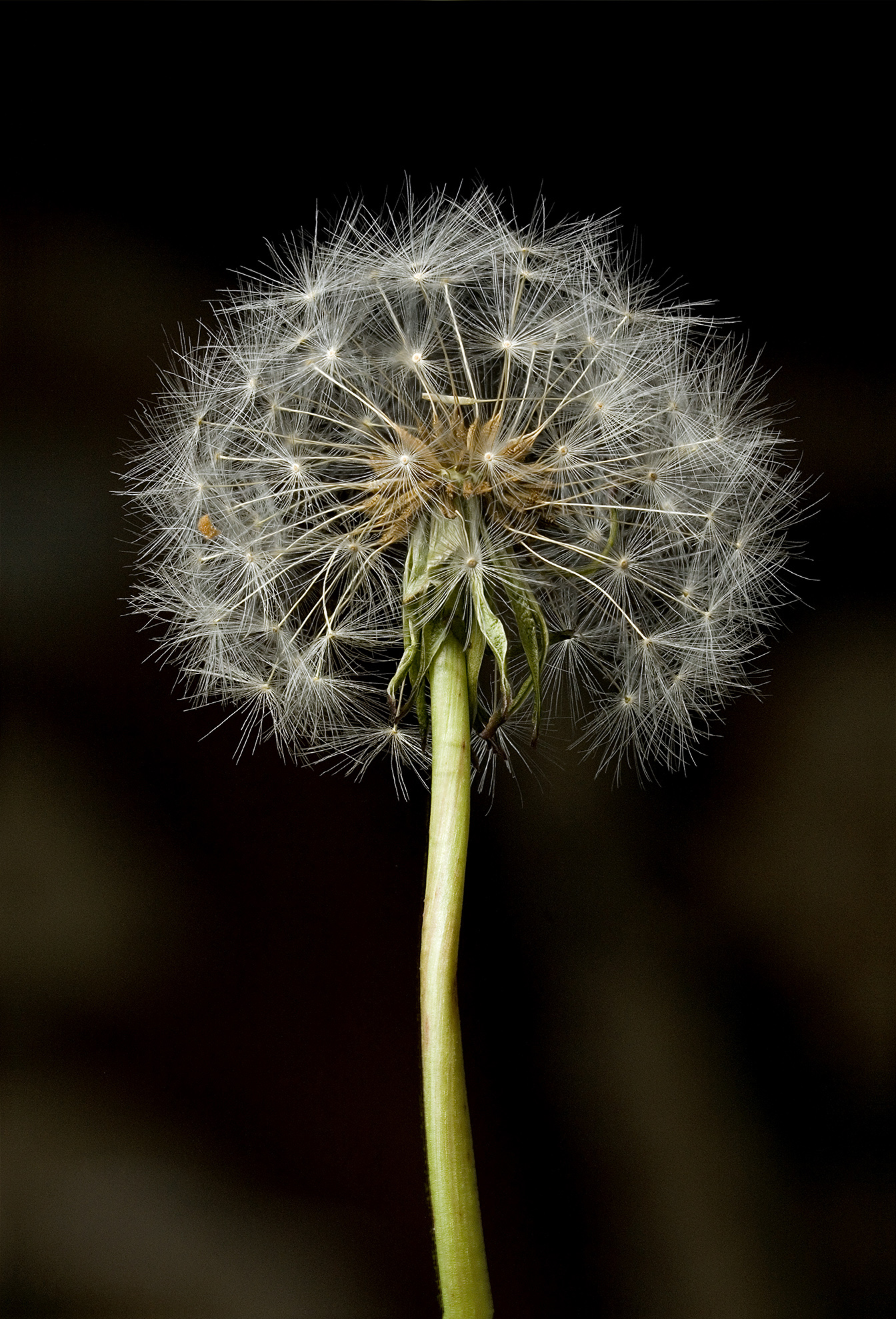
Cây bồ công anh thụ phấn nhờ gió.

Các hiện tượng sau đây minh hoạ cho nội dung khái niệm giao phối ngẫu nhiên (ngẫu phối).
- Ở nhiều loài Hạt kín có hiện tượng hạt phấn (sản sinh tử đực) do gió thổi hoặc sâu bọ mang đi, rồi rơi vào núm nhuỵ của cây cùng loài bất kỳ, dẫn đến thụ tinh. Ảnh bên cho thấy các "lông" (mang mầm giao tử đực) của hoa bồ công anh (thuộc Chi Địa đinh) theo gió bay đi thì rõ ràng là dẫn đến giao phấn hoàn toàn ngẫu nhiên với bất kỳ một cây cùng loài nào khác trong quần thể. Sự thụ phấn nhờ gió, nhờ nước hay nhờ côn trùng ở thực vật hầu như là không có xu hướng lựa chọn đối tác thụ tinh.
- Ở người, hôn nhân luôn là kết quả của lựa chọn. Tuy nhiên, bên cạnh các đặc điểm sinh học thường là tiêu chuẩn sinh học chọn (sắc đẹp, thể hình,...), thì có những đặc điểm chả mấy ai để ý. Chẳng hạn ít ai kết hôn hay ly hôn vì nhóm máu ABO.[1], [8] Do đó, ở quần thể người thì về mặt di truyền học, các alen IA, IB và i quy định nhóm máu này được xem là tổ hợp tự do và ngẫu nhiên, nên hoàn toàn áp dụng được phương trình Hardy-Weinberg để tìm hiểu hoặc nghiên cứu.[1], [6]

Ngược lại với ngẫu phối hoặc hạn chế sự ngẫu phối là các quá trình: tự thụ phấn, giao phối gần, giao phối có lựa chọn, chọn lọc giới tính được gọi chung là giao phối không ngẫu nhiên.

## Loài ngẫu phối

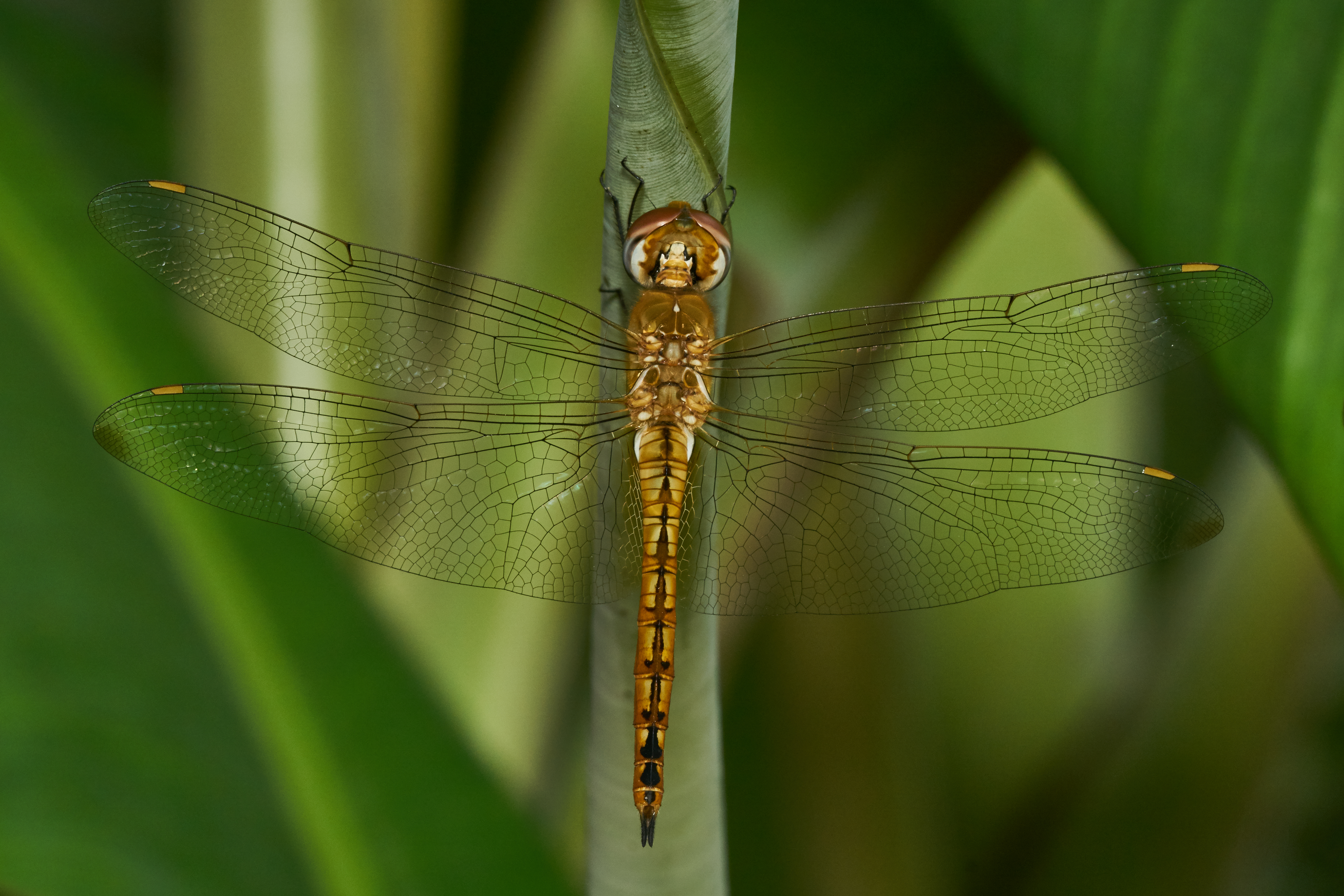
Pantala flavescens - chuồn chuồn ngô - là loài ngẫu phối toàn cầu.

Trong thế giới tự nhiên, có những loài hầu như chỉ tự thụ phấn (như cây đậu Hà Lan)  hoặc thường giao phối gần (như chim bồ câu), có những loài chỉ ngẫu phối thì gọi là loài ngẫu phối. Chuồn chuồn ngô Pantala flavescens là loài ngẫu phối như vậy và phạm vi ngẫu phối của loài này là quy mô toàn cầu. Sự ngẫu phối đem lại hiện tượng đa hình di truyền trong quần thể, giúp quần thể đa dạng về kiểu gen, nên có tiềm năng thích nghi. Loài tảo lục Monostroma latissimum ở các đảo Nhật Bản cũng là loài ngẫu phối và được xem là loài tiến hoá theo phương thức "sympatric speciation" (tiến hoá chồng chéo: loài mới hình thành từ loài tổ tiên ở cùng khu phân bố) có nhiều đa dạng.

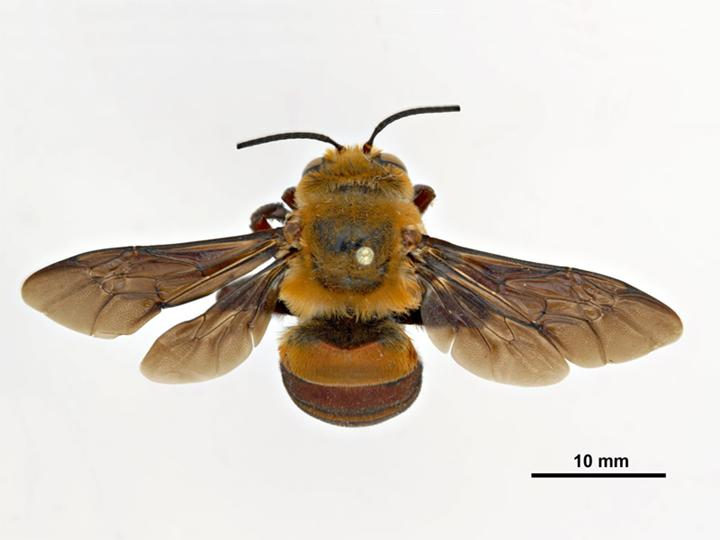
Ong sa mạc Amegilla dawsoni - con cái.

Loài ong sa mạc Amegilla dawsoni cũng là loài ngẫu phối, nhưng bị hạn chế hơn nhiều so với chuồn chuồn chuồn ngô nói trên, bởi vì phân bố của quần thể loài này trên sa mạc rất hạn chế, do hạn chế về phân bố nguồn sống của loài ở môi trường rất khắc nghiệt này.